# Ощепков, Степан Михайлович
Степан Михайлович Ощепков (9 января 1934, Владивосток, Дальневосточный край — 3 января 2012, Владивосток) — советский каноист, олимпийский чемпион 1964 года, чемпион мира. Мастер спорта СССР (1955). Заслуженный мастер спорта СССР (1962). Почётный гражданин города Владивостока (1994)..

## Спортивная карьера
Выступал за общество «Авангард».
- Олимпийский чемпион 1964 года в каноэ-двойке с Андреем Химичем на дистанции 1000 м
- Чемпион мира в каноэ-двойке 1958 (10 000 м).
- Чемпион Европы 1959 (10 000 м), 1965 (1000 м).
- Серебряный призёр чемпионата Европы 1961 в каноэ-двойке на 1000 и 10 000 м.
- Многократный чемпион СССР 1955 — 1964 годов в составе разных экипажей на различных дистанциях.

## Награды
- Медаль «За трудовое отличие» (27.04.1957) — «за успехи, достигнутые в деле развития массового физкультурного движения в стране, повышения мастерства советских спортсменов, и успешное выступление на международных соревнованиях»